# Comuna Pavlivka, Cervonoarmiisk
Pavlivka (în ucraineană Павлівська сільська рада) este o comună în raionul Cervonoarmiisk, regiunea Jîtomîr, Ucraina, formată din satele Pavlivka (reședința) și Șeremetiv.

## Demografie
Componența lingvistică a comunei Pavlivka
     Ucraineană (98,56%)
     Alte limbi (1,44%)
Conform recensământului din 2001, majoritatea populației comunei Pavlivka era vorbitoare de ucraineană (98,56%), existând în minoritate și vorbitori de alte limbi.